# Udhampur
Udhampur (en cachemir: उधमपुर ) es una localidad de la India capital del distrito de Udhampur, en el estado de Jammu y Cachemira.

## Geografía
Se encuentra a una altitud de 739 m s. n. m. a 158 km de la capital estatal, Srinagar, en la zona horaria UTC +5:30.

## Demografía
Según estimación 2010 contaba con una población de 110 455 habitantes.